# Guterre Alderete da Silva
D. Guterre Pelaes Alderete da Silva (c. 1070–?) foi um Rico-Homem do Condado Portucalense, membro da Casa de Silva, e foi um dos companheiros do conde D. Henrique. Foi Senhor da Torre de Silva e do Castelo de Alderete. No Reino de Leão foi igualmente Rico-Homem durante o reinado de D. Afonso VI «el Bravo» (1065–1109) e D. Afonso VII «el Emperador» (1126–1157). Na “Crónica del Emperador Don Alfonso VII”, Sandoval menciona um "Dom Gutierre Pelaez", que no ano 1130 era “Rico-Homem” do rei/emperador D. Afonso VII de Castela e Leão e o acompanhou na batalha contra os Mouros no mesmo ano.

## Relações familiares
Foi filho de D. Pelaio Guterres da Silva (c. 1050–?) e de D. Adosinda Ermigues (c. 1035–?) filha de D. Ermígio Aboazar (c. 980–?) e de D. Vivili Turtezendes, filha de D. Turtezendo Galindes (Guedes). Casou com D. Maria Pérez de Ambia (c. 1075–?) de quem teve:
1. D. Paio Guterres da Silva (c. 1090–?), cognominado «o escacha», casado por duas vezes, a primeira com D. Sancha Anes (c. 1095–?), filha de D. Juan Ramirez, Senhor de Montoro e a segunda com D. Urraca Rabaldes.
2. D. Aldonça Guterres da Silva (…) casada com D. Soeiro Guedes, Senhor de Baiao.[carece de fontes?]